# Constable

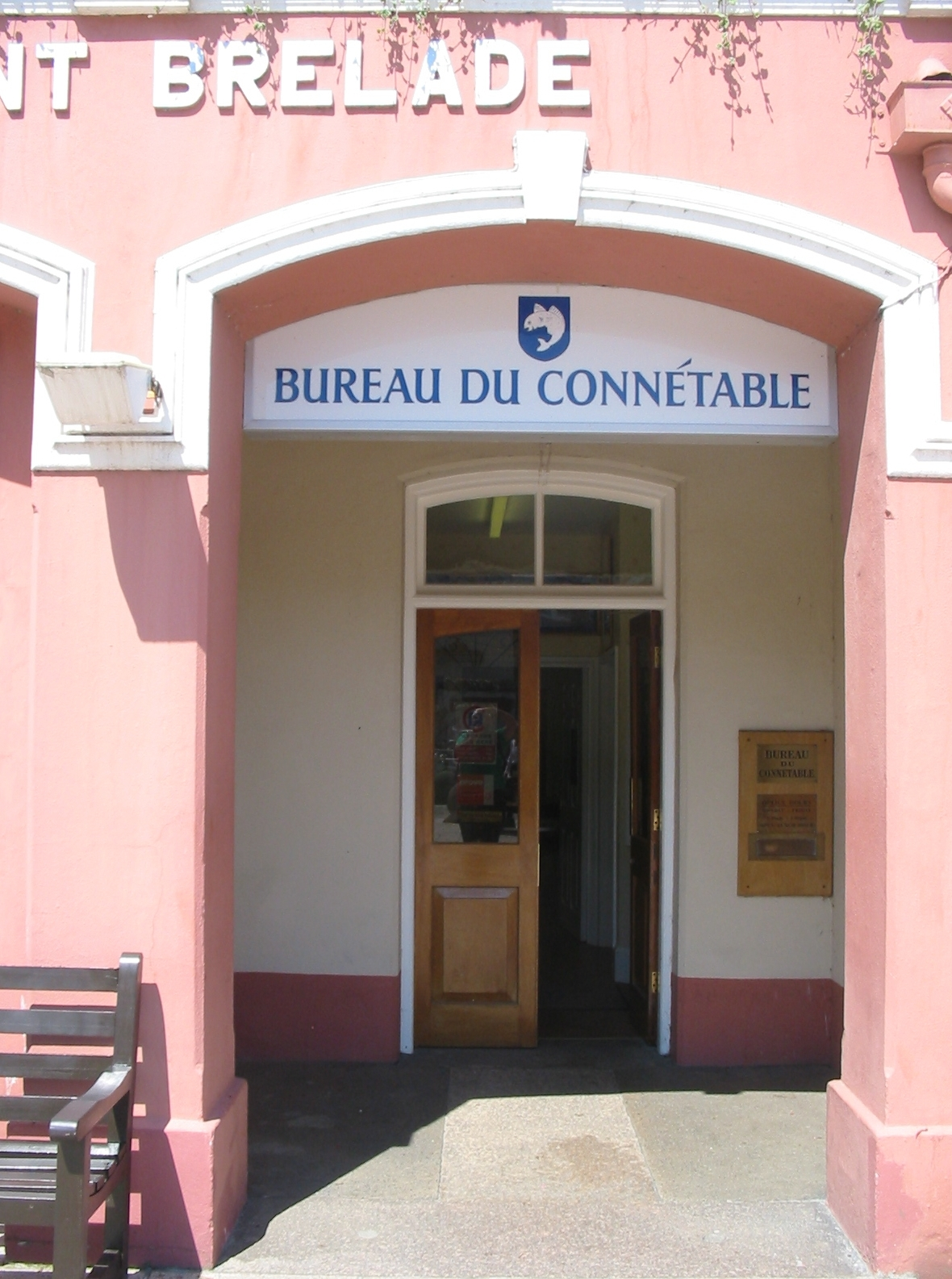
Bureau du Connétable, Saint Brélade, Jersey.

De titels Constable (Engels), condestable (Spaans), Condestável (Portugees), connétable (Frans), konstabel (Deens) en Konstaapeli (Fins) werden en worden in verschillende landen gebruikt voor een officiële functie. De taken van de functie variëren sterk in deze landen, gaande van stalmeester tot bevelhebber en afhankelijk van de periode en het land. In de huidige tijd duidt het meestal op een politiefunctionaris of een ceremoniële functie, vroeger op een militair.
De naam van de functie is ontleend aan het Latijn: comes stabuli, dat wil zeggen bewaarder van de stallen. De connétable of constable was dus verantwoordelijk voor de paarden van zijn meester.

## Gebruik in het verleden

### Engeland
De “Lord High Constable of England” is de zevende in rij van de grootofficieren van staat, in rang beneden de “Lord Great Chamberlain” en boven “Earl Marshal”. Oorspronkelijk was hij de bevelhebber van het koninklijke leger en de opperstalmeester in Engeland. Hij was tevens de president van de “the Court of Chivalry” of “Court of Honor”, samen met de “Earl Marshal”. De functie wordt nu tijdelijk in het leven geroepen tijdens een kroning.

### Schotland
De “Lord High Constable” was na de koning de hoogste bevelhebber van het Schotse leger. Hij was tevens de voornaamste rechter aan het gerechtshof. Vanaf de 13de eeuw sprak het hof, voorgezeten door de “Lord High Constable”, recht aangaande alle zaken betreffende opstand, oproer, moord en verwonding als deze zich binnen een afstand van vier mijl van de koning, de Raad van de Koning of het parlement van Schotland plaatsvonden. De positie van "Lord High Constable of Scotland" is erfelijk in de familie van de "Earl of Erroll". De titel overstijgt alle andere titels, behalve die van de koninklijke familie.

### Byzantijnse Rijk
De positie van Constable stamt uit het Byzantijnse Rijk: in de 5de eeuw na Chr. was de “comes stabuli” of stalmeester verantwoordelijk voor de stallen en paarden aan het hof, later werd het een hoge militaire functie.
De vorm van het Byzantijnse bestuur werd grotendeels overgenomen door Karel de Grote. De positie van Constable en die van Maarschalk verspreidde zich zo vanaf de 9de eeuw door West-Europa. In de meeste middeleeuwse staten was de Constable de hoogste militaire rang in het leger en verantwoordelijk voor het oorlogsrecht.

### Spanje
De Condestable de Castilla was een titel die door de koning van Castilië (Juan I de Castilla) in 1382 werd geschapen ter vervanging van de titel Alférez Mayor del Reino. Het is nu een erfelijke titel in Spanje.

### Portugal
De "Condestável do Reino” of “Condestável de Portugal” was een titel die door de Portugese koning Ferdinand I in 1382 werd gecreëerd ter vervanging van de titel "Alferes Mór do Reino". De Condestável was de tweede rang in het koninkrijk, na de koning. De verantwoordelijkheden bestonden uit de aanvoering van het leger in afwezigheid van de koning en de handhaving van de discipline in het leger. Dientengevolge was de Condestável aanwezig bij alle militaire tribunalen. Na de regeerperiode van Jan IV van Portugal, had de "Condestável" alleen nog een ceremoniële functie en ging het dus in feite om een eretitel.

### Frankrijk
De connétable van Frankrijk was de belangrijkste van de grootofficieren van de Kroon onder het bewind van de Bourbon-dynastie in Frankrijk, althans nadat het ambt van sénéchal van Frankrijk was afgeschaft.
De stalmeester was aanvankelijk hoofd van de koninklijke stallen, daarna ook hoofd van de ruiterij en nog later plaatsvervangend bevelhebber voor de koning over diens leger. 
Onder de Merovingische koningen was de connétable een functionaris van tweede rang, maar onder het / de Capetingers was hij een van de vijf hoogste officieren van de Franse kroon.
Sinds Filips II August geen sénéchal (= de hoogste functionaris) meer benoemde, nam de connétable steeds meer diens functies over, waaronder die van opperbevelhebber van het leger. Mede door het ontstaan van staande legers kreeg de functie een steeds onafhankelijker karakter. De connétable de France was niet af te zetten en hij had recht op het grootste aandeel in de veroverde buit. Hij stond aan het hoofd van de maarschalken en was ook hoofd van de militaire rechtspraak. Later, voornamelijk tijdens de Honderdjarige Oorlog was hij de hoogste opperbevelhebber van het Franse leger die zijn bevelen enkel van de koning mocht ontvangen. Zelfs een kroonprins of regent mocht een connétable niet zomaar bevelen geven.
De grote macht van deze grootofficier werd als bedreiging gezien voor de macht van het koningschap, reden waarom de functie onder kardinaal Richelieu in 1626 werd afgeschaft na het overlijden van de ambtsdrager. Napoleon I voerde het ambt tijdelijk weer in en kende het in 1804 toe aan zijn broer Lodewijk Napoleon. Sinds de Restauratie bestaat het ambt niet meer.

## Huidig gebruik

### Finland
Bij de huidige Finse politie is de laagste rang konstaapeli. De volgende rang is er die van ylikonstaapeli (yli- "leidend"), een soort sergeant of hoofdagent.

### Denemarken
In de huidige Deense krijgsmacht wordt de term "Konstabel" en "Overkonstabel" gebruikt voor rangen van manschappen. "Konstabel" is min of meer gelijk aan een "soldaat 2de klas" en "Overkonstabel" aan "soldaat 1ste klas". Zowel de Deense marine en landmacht als de luchtmacht hanteren deze militaire rangen.

### België en Nederland
In de huidige Nederlandse en Belgische krijgsmacht of bij de politie wordt de rang "Constable" of Connétable niet gebruikt, noch wordt een afgeleide term gebruikt. De reden dat België en Nederland deze rang of een afgeleide niet gebruiken is onduidelijk.
In de 17e eeuw was konstabel een functie aan boord van de VOC-schepen. De konstabel droeg de zorg voor het geschut en de munitie.

### Gemenebest van Naties
De rang Constable wordt gebruikt voor een verschillend aantal functies:
- Ceremoniële functies
  - Verenigd Koninkrijk
De Lord High Constable of England is momenteel de zevende in rij van de grootofficieren van staat in het Verenigd Koninkrijk, in rang beneden de “Lord Great Chamberlain” en boven de “Earl Marshal”. De functie wordt nu tijdelijk in het leven geroepen tijdens een kroning.
  - Schotland
De positie van Lord High Constable of Scotland is erfelijk in de familie van de "Earl of Erroll" in Schotland. De titel overstijgt alle andere titels, behalve die van de koninklijke familie. Het is nu een ceremoniële functie, in tegenstelling tot het verleden.
- Overheidsfuncties
  - Verenigd Koninkrijk
De Tower of London kent ook een positie genaamd de Constable of the Tower. Dit is meestal een hogere militair. Zijn taak bestaat uit het besturen van de gebouwen, medewerkers en gronden van de Tower. Tevens beheert hij de Kroon en andere koninklijke voorwerpen tijdens staatsgelegenheden.
- Politiefuncties
Momenteel is de rang Constable, en combinaties daarvan, in gebruik bij verscheidene politiemachten van het Gemenebest van Naties.
  - Verenigd Koninkrijk
In het Verenigd Koninkrijk is “Constable” de laagste rang bij de politie. De korpsoverste van ieder politiekorps (georganiseerd op het niveau van de county's) is de "Chief Constable", de hoogste rang dus, geassisteerd door "Assistant Chief Constable". Uitzondering hierop is de rangbenaming van de korpsoversten van de Metropolitan Police (groot Londen) en van het kleine autonome korps van Londen centrum.
  - Canada
In Canada is een Constable de laagste rang bij de politie, inclusief “Royal Canadian Mounted Police”. Soms wordt het Hoofd van de Politie (bv Vancouver in Canada) aangeduid met de rang Chief Constable.
  - Australië
In Australië wordt de rang Senior Constable gebruikt voor de rang Hoofd van Politie. Dit is echter niet zo in het Verenigd Koninkrijk. In Australië duidt deze rang op een politieagent die een rang hoger staat dan de Constable. De politie van New South Wales in Australië kent drie typen rangen van Senior Constable: Senior Constable, Incremental Senior Constable en Leading Senior Constable. "Leading Senior Constable" is een tijdelijke titel en wordt alleen tijdens oefeningen gebruikt; de rang is gelijk aan de “Incremental Senior Constable”.
  - India
De rang Head Constable is de benaming voor een politiesergeant in enkele politiemachten, bijvoorbeeld in die van India. Niet in het VK omdat deze rang er na de standaardisatie van rangen is afgeschaft.

#### Kanaaleilanden
Op de Kanaaleilanden wordt de term Constable of Connétable gebruikt voor een gekozen functionaris. Op Jersey en Guernsey worden deze functionarissen gekozen door een gemeente. Zij hebben uit hoofde van hun functie het recht om een zilveren staf te dragen.
In Jersey kiest een gemeente een "Constable" of "Connétable" voor een periode van drie jaar. Zij zijn het hoofd van de gemeente en in die functie zijn ze direct ook het hoofd van de lokale uitvoerende macht. Tevens vertegenwoordigen "de Constables" of "Connétables" hun gemeente in de Staten van Jersey en functioneren zij als voorzitter van de commissie voor wegen, de kerkenraad (Conseil Paroissial)- behalve in St. Helier - en van de gemeenteraad. De twaalf "Constables" of "Connétables" van alle gemeenten vormen samen het "Comité des Connétables". Verder is de "Constable" of "Connétable" het hoofd van de "Honorary Police" - een soort burgerwacht en verantwoordelijk voor het handhaven van de verplichte heggenknip in de zomer (Frans: branchage) (Engels: summer hedge-cutting). Samen met de wegeninspecteurs, de commissie voor wegen en met andere functionarissen voert hij tweemaal per jaar de "visites du branchage" uit.
In Guernsey kiest een gemeente twee "Constables" of "Connétables", de senior en de junior. Het is gebruikelijk dat een verkozene eerst een jaar als junior functioneert en vervolgens als senior. De senior is de voorzitter van het uitvoerende college "Douzaine" dat de gemeente bestuurt. De "Constable" of "Connétable" is verantwoordelijk voor het handhaven van het verplichte heggen knippen in de zomer (Frans: branchage) (Engels: summer hedge-cutting) en zij hebben de mogelijkheid een gemeentelid als geestelijk ontoereikend te verklaren.

### Spanje
In Navarra (Spanje) bestaat ook nu nog een erfelijke positie genaamd Condestable de Navarra op het moment wordt deze ingenomen door het huis Alba (Spaans: “Casa de Alba”) nu in de persoon van de gravin van Alba (Spaans: “Ducado de Alba de Tormes”).

### Verenigde Staten van Amerika
In de Verenigde Staten van Amerika wordt in veel staten de term Constable gebruikt. Het gebruik is echter niet consistent in het land en kan zelfs in een staat verschillen. Een "constable" kan de taak hebben van een (gerechts)deurwaarder tot een volledig bevoegde opsporingsambtenaar (politieagent). Soms hebben ze specifieke toegevoegde taken die uniek zijn in een staat of regio. In enkele staten wordt een "constable" benoemd door een rechter van de rechtbank waar de functie bijhoort. In andere staten wordt de "constable" gekozen door de burgers van een dorp, stad of wijk.
De functie is ontstaan uit de "constable" zoals de Engelsen die gebruikten tijdens de koloniale periode van Amerika, toen de Engelsen Amerika beheersten. Voor de modernisering van de Amerikaanse politie werden, tot in het midden van de 19de eeuw, politietaken uitgevoerd door "Constables" en "Watchmen". "Constables" werden gekozen of benoemd op lokaal niveau voor een specifieke periode. Zij kregen geen vast salaris en droegen geen uniform. Zij werden betaald via een vergoeding per gerechtelijk document of schrijven dat zij bezorgden bij de ontvanger. Naar voorbeeld van de oprichting van de Engelse politie in Londen (Metropolitan Police Service), in 1829, kregen steden en dorpen het recht om een politiemacht op te richten. Het verschil met de Engelse politie was dat het oude systeem niet overal werd afgeschaft. Vaak gaf de bestaande wetgevende macht een politieagent de bevoegdheden van een "constable" waarvan de meest belangrijke de bevoegdheid tot aanhouding is. In menig gebied echter bestaat tegelijkertijd zowel de functie van een moderne politieagent naast de functie van "constabel". Dit is waarschijnlijk de reden dat de term "constable" niet gebruikt wordt bij de Amerikaanse politie om daarmee een rang aan te duiden.
In veel staten voeren de "constables" niet de in het oog springende taken uit zoals patrouilles of stadswachttaken. In deze staten is de functie geen deel van de dagelijkse beleving van de burgers en valt niet op.
Een "constable" wordt soms geassisteerd door een plaatsvervangende functionaris, een zogenaamde "deputy constable", die taken verricht voor de "constable" zoals het oproepen van personen voor verschijning bij de rechtbank. In andere staten, dorpen of steden worden deze taken door een "marshal" uitgevoerd, een type politieagent. De Amerikaanse "constables" zijn verenigd in een organisatie genaamd de "National Constables Association".